# Parotocrania regina
Parotocrania regina is een wandelende tak uit de familie Diapheromeridae. De wetenschappelijke naam van deze soort is voor het eerst voorgesteld als Globocrania regina door Oskar Conle, Frank Hennemann en Yeisson Gutiérrez in een publicatie uit 2011.
De soort komt voor in Colombia.